# Angela Farrell
Angela Farrell (Sídney, 20 de septiembre de 1981) es una deportista australiana que compitió en vela en la clase Yngling. Ganó una medalla de plata en el Campeonato Mundial de Yngling de 2008.

## Palmarés internacional
| \| Campeonato Mundial \| Campeonato Mundial \| Campeonato Mundial \| Campeonato Mundial \| \| Año \| Lugar \| Medalla \| Clase \| \| ------------------ \| ---------------------- \| ------------------ \| ------------------ \| \| 2008 \| Miami (Estados Unidos) \| Medalla de plata \| Yngling \| |                        |                  |         |
| Campeonato Mundial |                        |                  |         |
| Año | Lugar                  | Medalla          | Clase   |
| 2008 | Miami (Estados Unidos) | Medalla de plata | Yngling |